# Pantoporia holargyrea
Pantoporia holargyrea är en fjärilsart som beskrevs av Hans Fruhstorfer 1908. Pantoporia holargyrea ingår i släktet Pantoporia och familjen praktfjärilar. Inga underarter finns listade i Catalogue of Life.